# Carlton Gardens
De Carlton Gardens zijn de tuinen van het Royal Exhibition Building, gelegen in de Australische stad Melbourne. Samen staan ze op de Werelderfgoedlijst van de UNESCO, waar ze de omschrijving hebben meegekregen: van historische, architectonische, esthetische, sociale en wetenschappelijke significantie voor de staat Victoria.
De tuinen zijn eind 19e eeuw aangelegd in victoriaanse stijl met zowel Europese als Australische kenmerken. Diverse lanen zijn door de tuinen aangelegd samen met twee kleine meren.

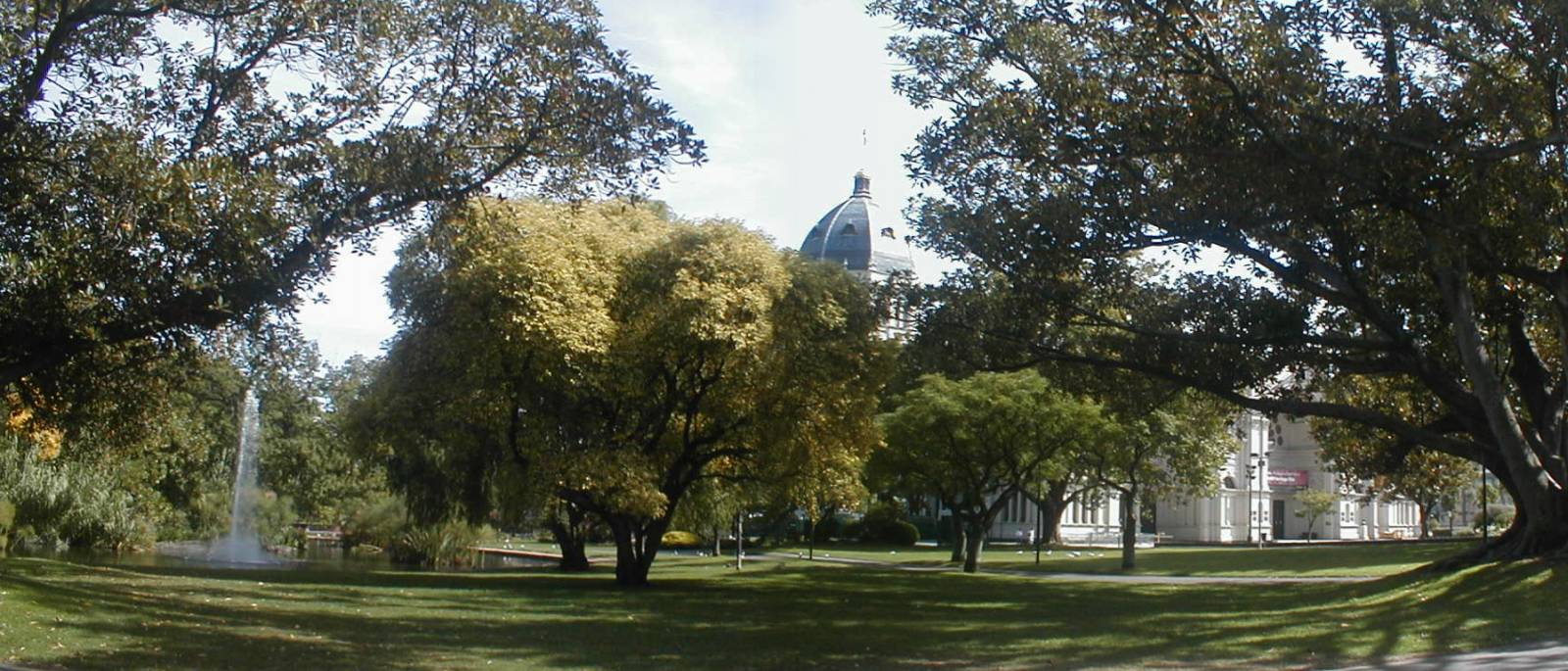
Het zuidelijk deel van de Carlton Gardens

Groot Barrièrerif · Nationaal park Kakadu · Willandramerengebied · Tasmaanse wildernis · Lord Howe-archipel · Gondwanaregenwouden van Australië · Nationaal park Uluṟu–Kata Tjuṯa · Tropisch regenwoud van Queensland · Shark Bay · K'gari (Fraser Island) · Riversleigh/Naracoorte · Heard en McDonaldeilanden · Macquarie-eiland · Greater Blue Mountainsgebied · Nationaal park Purnululu · Royal Exhibition Building en Carlton Gardens · Sydney Opera House · Australische dwangarbeiderskolonies · Ningaloo-kust · Budj Bim-cultuurlandschap